# Олфино (Мантова)
Олфино је насеље у Италији у округу Мантова, региону Ломбардија.
Према процени из 2011. у насељу је живело 121 становника. Насеље се налази на надморској висини од 97 м.